# Vlajko Stojiljković
Vlajko Stojiljković (Mala Krsna, 13. mart 1937 — Beograd, 13. april 2002) bio je srpski političar. Stojiljković je bio poslanik Savezne skupštine Savezne Republike Jugoslavije i ministar unutrašnjih poslova u vladi Mirka Marjanovića od 1997. godine do oktobra 2000. godine.
On je bio jedan od osnivača Socijalističke partije Srbije, član Glavnog odbora Socijalističke partije Srbije i predsednik Okružnog odbora Socijalističke partije Braničevskog okruga.

## Biografija
Otac mu je bio stolar, gvožđar i botaničar. Osnovnu školu je završio u Maloj Krsni, a gimnaziju u Požarevcu. Zatim je završio Pravni fakultet u Beogradu. Tokom studija se paralelno bavio i „društveno-političkim radom“. Sa studija se vratio ne samo sa diplomom, već i sa reputacijom aktiviste na koga je računao Opštinski komitet SK Požarevac. Profesionalnu karijeru započeo je kao sudski pripravnik u Opštinskom sudu u Požarevcu. Ubrzo je prešao u policiju i postao načelnik SUP-a Požarevac. Od 1978. do 1982. godine Vlajko Stojiljković je bio predsednik Izvršnog saveta Skupštine opštine Požarevac. Jedno kratko vreme bio je i upravnik kazneno-popravnog zavoda Zabela u Požarevcu.
Potom je prešao u privredu i radio kao generalni direktor Poljoprivredno-industrijskog kombinata u Požarevcu, od 1984. do 1990. godine. Ubrzo je otišao na mesto potpredsednika Privredne komore Jugoslavije, pa zatim Privredne komore Srbije, gde je 1991. izabran prvi put za predsednika Komore. Na čelnoj funkciji je ostao puna dva mandata, za vreme najtežeg perioda za privredu Srbije.
Četiri dana nakon ubistva ministra policije Radovana Stojičića Badže, Stojiljković je postao Ministar unutrašnjih poslova. Na to mesto predložio ga je tadašnji premijer Mirko Marjanović.
Maja 1999. godine tužilac tribunala u Hagu Luiz Arbur je podigla optužnice protiv Vlajka Stojiljkovića i drugih visokih srpskih državnika za zločine tokom rata na Kosovu i Metohiji. Tokom rasprave o žalbi na prvostepenu presudu Vlastimir Đorđević, načelnik resora javne bezbednosti MUP-a Srbije, je priznao da su na Kosovu počinjeni zločini nad albanskim civilima i on se tom prilikom izvinio žrtvama. Pritom, izjavio je da je za te zločine saznao tek nakon što je u Dunavu kod Tekije nađena hladnjača sa leševima i nije mogao da se usprotivi Stojiljkoviću u prikrivanju zločina tajnim pokopavanjem u masovne grobnice.
Na dan 13. maja 2000. godine odlikovan je Ordenom jugoslovenske zastave prvog reda, za revnosno čuvanje SR Jugoslavije i sistema Srbije. 
Nakon Petog oktobra, Vlajko Stojiljković je podneo ostavku na funkciju republičkog ministra, ali je zadržao kao predstavnik Socijalističke partije Srbije, mandat poslanika u Veću republika Savezne skupštine Jugoslavije.

## Smrt
Na stepenicama ispred zgrade tadašnje Skupštine SRJ, 11. aprila 2002. nešto posle 19 časova, na dan kada je usvojen zakon o saradnji sa haškim tribunalom, Vlajko Stojiljković je izvršio pokušaj samoubistva. Dva dana kasnije, 13. aprila u 21.30 časova preminuo je u Urgentnom centru u Beogradu. Sahranjen je 16. aprila na Starom groblju u Požarevcu. Sahrani je prisustvovalo oko 1500 ljudi među kojima su bili Mirko Marjanović, Zoran Anđelković, Uroš Šuvaković, Vojislav Šešelj, Milovan Bojić i Mirjana Marković.
Iza sebe je ostavio sina Vladimira koji je takođe izvršio samoubistvo 2004. godine, ćerku Sandru i dve pastorke.

## Galerija
- Stojiljković drži govor
- Stojiljković ispred starog grba Požarevca

## Spoljašnje veze
- Komemoracija povodom smrti Vlajka Stojiljkovića Архивирано на веб-сајту  (4. март 2016)
- Biografija Vlajka Stojiljkovića
- Odlazak Vlajka Stojiljkovića[мртва веза]